# Haematopota quathlambia
Haematopota quathlambia är en tvåvingeart som beskrevs av Usher 1965. Haematopota quathlambia ingår i släktet Haematopota och familjen bromsar. Inga underarter finns listade i Catalogue of Life.